# Thanh Nien News
Thanh Nien News (vietnamita: Thanh Nien Bao "Jornal da Juventude") é um jornal em língua inglesa e vietnamita publicado na cidade de Ho Chi Minh no Vietnã. É um dos jornais de maior circulação no Vietnã. Thanh Nien News é publicado diariamente em vietnamita  e semanalmente em inglês. O Thanh Nien News é o órgão oficial da Liga da Juventude Unida do Vietnã ( Hội Liên Hiep Thanh Nien Vietnã ) e concentra-se principalmente em assuntos sociais, políticos e econômicos.
A edição em inglês do Thanh Nien Weekly foi renomeada Vietweek de 06 de janeiro de 2012.